# Charles De Schietere
Charles de Schietere (Kerkhove, 25 september 1783 - 27 januari 1860) was een Belgisch senator en burgemeester.

## Levensloop
Hij was de vierde van de tien kinderen van de jeneverstoker en burgemeester van Kerkhove Joseph De Schietere (1753-1815) en van Marie Callens (1758-1825). Hij trouwde met Jeanne Cousin (1783-1843). Ze hadden acht kinderen, onder wie twee jongens, die niet voor verdere naamdragers zorgden.
De Schietere werd licentiaat in de rechten (1817) aan de École de Droit in Brussel. Hij werd notaris in Kerkhove (1823-1858).
Hij was van 1812 burgemeester van Kerkhove en bleef dit ambt bekleden tot aan zijn dood. Hij was ook provincieraadslid voor West-Vlaanderen van 1836 tot 1848.
In 1848 werd hij verkozen tot liberaal senator voor het arrondissement Kortrijk en vervulde dit mandaat tot in 1851. Hij werd niet herkozen.
De Schietere was een radicale liberaal en antiklerikaal. Hij nam in 1846 deel aan de stichtingsvergadering van de Liberale Partij in Brussel. 
Zijn oudste dochter trad in bij de clarissen-coletinen. Ze stichtte kloosters en was gedurende meer dan veertig jaar abdis, alvorens ze in 1886 in het klooster van Roeselare overleed. Guido Gezelle schreef een gedicht ter gelegenheid van haar gouden kloosterjubileum in 1882.